# Вроґоцин
Вроґоцин (пол. Wrogocin) — село в Польщі, у гміні Дробін Плоцького повіту Мазовецького воєводства.
Населення — 139 осіб (2011).
У 1975-1998 роках село належало до Плоцького воєводства.

## Демографія
Демографічна структура станом на 31 березня 2011 року:
|          | Загалом | Допрацездатний вік | Працездатний вік | Постпрацездатний вік |
| -------- | ------- | ------------------ | ---------------- | -------------------- |
| Чоловіки | 66      | 13                 | 46               | 7                    |
| Жінки    | 73      | 18                 | 38               | 17                   |
| Разом    | 139     | 31                 | 84               | 24                   |